# Matuanus azurensis
Matuanus azurensis is een rechtvleugelig insect uit de familie krekels (Gryllidae). De wetenschappelijke naam van deze soort is voor het eerst geldig gepubliceerd in 2008 door Robillard & Desutter-Grandcolas.